# 須磨浦小学校
須磨浦小学校（すまうらしょうがっこう）は、兵庫県神戸市須磨区にある私立小学校。学校法人須磨浦学園が運営している。